# Кляшево
Кляшево е село в Чишмински район на Република Башкортостан на Руската федерация. То е част от Аровския селски съвет.

## История
В „Списък на населените места по информация от 1870 г.“, публикуван през 1877 г., селището се споменава като село Кляшева от 1-ви лагер на Уфимски окръг на Уфимска губерния. Намира се на кръстопътя Зюкала, от дясната страна на пощенския път от Уфа до Оренбург до десния бряг на река Дема, на 25 версти от областния и провинциален град Уфа и на 8 версти от лагерното селище в с. Берсюванбаш. В селото са живяли 870 души в 154 двора (424 мъже и 446 жени, татари), има джамия, училище, 6 дюкяна, воденица, пазари във вторник. Жителите се занимавали с дърводелство и обущарство.

## Личности
- Мустай Карим (1919 – 2005) – башкирски съветски поет, писател и драматург, народен поет на  Башкирската АССР